# Acido risedronico
L'acido risedronico o risedronato è una molecola appartenente alla classe dei bifosfonati utilizzata per rafforzare le ossa, trattare o prevenire l'osteoporosi, ed inoltre curare la malattia ossea di Paget. In Italia il farmaco è venduto dalla società farmacologica Lepetit con il nome commerciale di Optinate, nella forma farmacologica di compresse rivestite con film da 5 mg. È inoltre disponibile ed in vendita come farmaco equivalente con diversi nomi commerciali.

## Farmacodinamica
L'acido risedronico ha un'azione di inibizione del riassorbimento osseo da parte degli osteoclasti.
Come tutti i bifosfonati, è chimicamente correlato al pirofosfato inorganico, il regolatore endogeno del turnover osseo. Ma mentre il pirofosfato inibisce sia il riassorbimento osseo che la mineralizzazione dell'osso neoformato dagli osteoblasti, risedronato, alle dosi farmacologiche normalmente utilizzate, inibisce specificamente il riassorbimento osseo mentre la fisiologica attività degli osteoblasti viene invece mantenuta e così la mineralizzazione ossea. 
Con la sua azione il farmaco determina un aumento della massa ossea e della resistenza dell'osso, riducendo l'incidenza di fratture.

## Farmacocinetica
Dopo somministrazione orale il farmaco viene rapidamente ma scarsamente assorbito dal tratto gastrointestinale e la concentrazione plasmatica massima (Cmax) è raggiunta entro 1 ora (Tmax)dalla assunzione. 
La biodisponibilità, simile nel sesso maschile e femminile, è in media dello 0,62% e si riduce ulteriormente se risedronato è somministrato contemporaneamente al cibo.

Il legame con le proteine plasmatiche si aggira intorno al 24%. Gli studi preclinici non hanno messo in evidenza un metabolismo di risedronato a livello sistemico.
Circa metà della dose assorbita è eliminata per via urinaria entro 24 ore. La quota di risedronato non assorbito viene eliminata immodificata con le feci.

## Usi clinici
L'acido risedronico è utilizzato nella prevenzione e nel trattamento dell'osteoporosi postmenopausale per ridurre il rischio di fratture vertebrali e dell'anca.
In Italia è anche autorizzato per il mantenimento o l'aumento della massa ossea nelle donne che si trovano già in postmenopausa e che sono in terapia corticosteroidea sistemica per periodi di tempo prolungati.

In letteratura esistono diversi studi clinici che ne attestano l'efficacia per il trattamento della malattia di Paget dell'osso.

## Effetti collaterali ed indesiderati
Nei soggetti in trattamento è possibile la comparsa di alcuni eventi avversi ed in particolare nausea, dispepsia, disfagia, cefalea, gastrite, dolore addominale, stipsi o diarrea e dolore muscolo-scheletrico.

## Controindicazioni
Il farmaco è controindicato nei soggetti con ipersensibilità nota al principio attivo oppure ad uno degli eccipienti. È inoltre controindicato in caso di ipocalcemia o grave alterazione della funzionalità renale (clearance della creatinina minore di 30 ml/min). È infine controindicato nelle donne in stato di gravidanza e nelle donne che allattano al seno.

## Dosi terapeutiche
Nei soggetti adulti il dosaggio giornaliero raccomandato è di 5 mg, pari a una compressa, per via orale.
È bene assumere risedronato al mattino prima della colazione e comunque almeno mezz'ora prima di ingerire il primo cibo della giornata. Se ciò non è possibile è necessario assumere il farmaco ad almeno 2 ore di distanza dall'ultimo pasto o bevanda. In corso di trattamento può essere opportuno integrare la dieta con calcio e vitamina D.

## Avvertenze e precauzioni d'uso
L'uso di acido risedronico e di altri bifosfonati è stato associato ad esofagite, gastrite ed ulcere esofagee e gastroduodenali. Per evitare problemi di questo tipo la compressa è bene sia deglutita intera e al fine di favorirne il raggiungimento dello stomaco, deve essere ingerita con il paziente in posizione eretta e con un bicchiere di acqua naturale (circa 200-250 ml; evitare l'assunzione di acqua gassata). Dopo aver assunto la compressa il paziente non deve coricarsi per almeno mezz'ora.